# La regina dei castelli di carta
La regina dei castelli di carta (in lingua originale Luftslottet som sprängdes) è un romanzo poliziesco dello scrittore e giornalista svedese Stieg Larsson. Il romanzo è il terzo della serie Millennium, di cui è autore dei primi tre romanzi, tutti pubblicati postumi dopo la sua prematura scomparsa. I capitoli successivi sono stati realizzati dallo scrittore e giornalista svedese David Lagercrantz.
Nel romanzo si ritrovano quindi i personaggi di Lisbeth Salander e Mikael Blomkvist e di altri già presenti nei primi due romanzi della serie.

## Trama
A seguito degli eventi del precedente romanzo, Lisbeth Salander e Alexander "Zala" Zalachenko vengono ricoverati e tenuti sotto sorveglianza dalla polizia; sfruttando un'imprudenza delle autorità, Ronald Niedermann riesce a fuggire dopo aver rubato una grossa somma di denaro al Motoclub Svavelsjö ed aver ucciso un loro esponente.

### Intermezzo in un corridoio
La cattura di Zalachencko suscita allarme in una divisione segreta della Sapö, creata allo scopo di proteggerlo fin dal giorno della sua diserzione nel 1976 ed ignota perfino alla Sapö stessa. I membri della "Sezione", dei veri e propri agenti segreti deviati, discutono della necessità di mettere a tacere Salander, Blomkvist e lo stesso Zala, ormai divenuto troppo pericoloso, ed evitare il coinvolgimento della Sapö nell'imminente processo che potrebbe smascherarli. Si rivelano essere proprio gli stessi individui che nel 1991 fecero recludere Lisbeth Salander in manicomio con una falsa perizia psichiatrica di Peter Teleborian. La ragazza, ricoverata e tenuta sotto controllo, è assistita dall'avvocato Annika Giannini, sorella di Mikael Blomkvist, in attesa del processo a suo carico.
Il capo della sezione Evert Gullberg, ormai morente a causa di una malattia terminale, uccide Zala in ospedale per poi suicidarsi; i fratelli Annika e Mikael Blomkvist vengono contemporaneamente derubati delle loro copie del rapporto secretato del 1991 sugli abusi inflitti a Lisbeth; altri due agenti uccidono Gunnar Björk inscenando un suicidio, un loro collega che fornì l'originale del rapporto del 1991 a Mikael; infine assumono lo psichiatra Peter Teleborian per redigere una nuova perizia psichiatrica atta a recludere nuovamente Lisbeth Salander in manicomio. Il tempismo degli eventi ed il furto del rapporto fanno sì che Mikael si renda conto che i telefonini sono intercettati ed inizia ad indagare.

### Hacker Republic
Indirettamente irretiti da Mikael, due agenti dei servizi segreti ufficiali (Sapö), Torsten Edklint e Monica Figuerola, avviano un'indagine clandestina sugli ignoti membri della "sezione", sospettati di vivere una seconda carriera professionale, quindi convocano in segreto Blomkvist, il Primo ministro ed il Ministro della giustizia che approvano legalmente l'indagine contro la sezione. Mikael convince il medico curante di Lisbeth della sua innocenza: il dottore le fa ottenere il suo palmare con accesso internet e perfino una falsa prognosi per mantenere lontana la polizia.
Ritenendo che la polizia ordinaria e il potere politico abbiano le mani legate nei confronti dei servizi segreti, Mikael Blomkvist inizia autonomamente una vera e propria attività di controspionaggio e disinformazione con i suoi colleghi di Millennium, riuscendo ad identificare nove sospetti della "sezione" insieme a Monica Figuerola, con cui intrattiene una relazione sessuale. Lisbeth viola i computers del procuratore Richard Ekstrom e di Peter Teleborian, scoprendo che il primo collabora con la "sezione", mentre il secondo possiede immagini pedopornografiche sul suo computer.
Erika Berger ha lasciato Millennium ed è entrata a far parte dell'SMP, la più grande agenzia di stampa nazionale, ma viene trattata con indifferenza e sessismo; per giunta viene perseguitata da uno stalker, fortunatamente smascherato grazie a Lisbeth. Infine, venuta in mezzo ad un conflitto di interessi per un articolo di Millennium , rassegna le dimissioni e ritorna accolta a Millennium. Erika, da sempre amante di Mikael, intuisce la relazione con Monica e le promette di tenersi alla larga.

### Disk crash
Con l'avvicinarsi della data del processo i membri della "sezione" si rendono conto d'improvviso del doppiogioco di Blomkvist e cercano di screditarlo, nascondendo droga e denaro contante in casa sua: la messinscena viene scoperta, mentre nel frattempo due sicari cercano anche di ucciderlo, fermati in extremis.
I membri della "sezione" sono ormai stati tutti identificati; la Sapö e la polizia ordinaria concordano di effettuare una retata nello stesso giorno in cui Millennium pubblicherà il mensile dedicato all'evento.
Millennium manda in tipografia il mensile sull'imminente processo e sulla "sezione", ove vengono svelati i nomi dei membri e le loro attività illecite, tra cui il calvario giuridico imposto a Lisbeth fin dal 1991, e distruggendo completamente la figura di Peter Teleborian come pedofilo ed indegno professionista medico.

### Rebooting system
Ha inizio il processo di Ekstrom (come pubblico ministero) e Teleborian contro Lisbeth Salander: nei primi due giorni l'accusa tenta di incastrare Lisbeth senza successo, mentre al controinterrogatorio Annika riesce finalmente a ribaltare lo status di Lisbeth a vittima; durante il terzo giorno, in concomitanza con la pubblicazione del mensile e con le retate della polizia, viene arrestato lo stesso Teleborian proprio durante la seduta, quindi il procuratore Ekstrom ritira tutte le accuse ed annulla la sua dichiarazione di incapacità a Lisbeth, resosi ormai conto che la legge è dalla sua parte.
Il nuovo mensile di Millennium è divenuto un best seller. Lisbeth Salander è ora una libera cittadina ed ha riallacciato i rapporti con la sua amante Miriam Wu ed i suoi conti bancari in Gibilterra, gestiti da un socio truffaldino. Tornata in Svezia riceve l'eredità del padre: un capannone industriale insolitamente costoso si rivela essere stato il covo della latitanza di Ronald Niedermann, ove la ragazza viene aggredita ma riuscendo invece a neutralizzarlo con una sparachiodi ed a svenderlo all'odiato Motoclub Svavelsjö. Ormai libera dai fantasmi del suo passato, Lisbeth riallaccia finalmente i rapporti con Mikael Blomkvist.

## Edizioni
In lingua originale
- (SV) Luftslottet som sprängdes, Stoccolma, Norstedts Förlag, 2007, ISBN 978-91-1-301531-6. (traduzione letterale del titolo: Il castello d'aria che esplose)

Traduzioni in lingua italiana
- La regina dei castelli di carta, traduzione di Carmen Giorgetti Cima, Venezia, Marsilio, 2009, ISBN 978-88-317-9677-4.
- La regina dei castelli di carta, traduzione di Carmen Giorgetti Cima, Venezia, Marsilio, 2009, ISBN 978-88-317-9865-5.
- La regina dei castelli di carta, traduzione di Carmen Giorgetti Cima, Venezia, Marsilio, 2010, ISBN 978-88-317-0708-4.
- La regina dei castelli di carta, traduzione di Carmen Giorgetti Cima, Venezia, Marsilio, 2012, ISBN 978-88-317-1466-2.
- La regina dei castelli di carta, traduzione di Carmen Giorgetti Cima, Venezia, Marsilio, 2015, ISBN 978-88-317-2217-9.
- La regina dei castelli di carta, traduzione di Carmen Giorgetti Cima, Milano, Universale Economica Feltrinelli, 2018, ISBN 978-88-317-4337-2.

Traduzioni in altre lingue
- (FR) Parigi, La reine dans le palais des courants d'air, traduzione di Lena Grumbach e Marc de Gouvenain, Actes Sud, 2007, ISBN 978-2-7427-7031-1.
- (EN) The girl who kicked the hornets' nest, Londra, MacLehose Press, uscita prevista autunno 2009.
- (ES) La reina en el palacio de las corrientes de aire, Destino, 2009.

Riduzione a fumetti
- Sylvain Runberg, Jose Homs, Manolo Carot, Millennium Volume 3: La regina dei castelli di carta, Reggio Emilia, Editoriale Cosmo, 2015, ISBN 978-88-6911-519-6.

## Adattamenti
Nel 2015 viene pubblicata una riduzione a fumetti ad opera dell'autore belga Sylvain Runberg su disegni degli spagnoli Jose Homs e Manolo Carrot, tradotto anche in lingua italiana e pubblicato da Editoriale Cosmo.

Dal romanzo è stato tratto il film La regina dei castelli di carta (Luftslottet som sprängdes) uscito nel 2009, diretto da Daniel Alfredson e interpretato da Michael Nyqvist e Noomi Rapace.